# フィリップ・デロム
フィリップ･デロム（1937年2月18日パリ生まれ）はフランスの画家である。

## 略歴
ブローニュ＝ビヤンクールとヴィルールバンヌで育ち、1956年にはパリに拠点を移し、2年間ポール・コランのもとで学んだ。60年代から70年代にかけて、パリの洗練された芸術界の一員となることができた。ジェイムズ・ボールドウィンのようなアフリカ系アメリカ人の学生や作家に出会ったのをきっかけに、アフリカ系アメリカ人のアイデンティティーに関する問題に関心を持つようになった。80年代には、フランスの黒人をテーマにした作品を描いた。La civilisation du loisirは、デロムの作品によく見られるテーマである。

## テーマ
主な主題は：
- レジャー文明：スキー、ビーチ、ナイトクラブ[1]
- ネグリチュード、公民権運動、セルマからモンゴメリーへの行進、フランスの黒人。 [2][3]
- バニタス
- 戦争[4]

## テクニック
- キャンバスに油彩とアクリル、紙にガッシュ。
- オブジェクトと塗装家具。 [5]
- コラージュ：写真集の本や色紙のシルエットをカットしてアートワークとして貼り付けたもの

## ショー
- 1959年 ：Galerie LucBurnap。サントロペ。フランス
- 1960年 ：LucBurnapギャラリー。ニューヨーク。米国
- 1967年 ：パリのグランパレビエンナーレ（« Ph。Deromepeintune会話auFloreàlamanièredeJean-LucGodart »、J。Warnod、ルフィガロ
- 1968年 ：サロン・ド・メ«自分が何を望んでいるかを知っていて、他人の主義や理論や考えについてほとんど心配していない、非常に勤勉な若い画家。 » EdouardRoditi 、ニューヨーク外交官
- 1973-1980 ：Galerie Annick Gendron Paris
- 1974 ：コレクションJean PierreBrasseur-Gregor。ミュンヘン（ファスビンダーによって実現されたドキュメンタリー付き）
- 1978年 ：マルベラクラブ。マルベーリャ